# Communicatiewetenschap
Communicatiewetenschap is een veelzijdige wetenschappelijke discipline die de menselijke communicatie bestudeert in al haar vormen en in verschillende contexten. Daarbij richt ze zich vooral op de vorm, inhoud en gevolgen van communicatie via media(technologie), zoals film, televisie, kranten, (bedrijfs)magazines, reclame, games, internet en smartphones.
Er wordt geprobeerd antwoorden te vinden op vragen als:
- Hoe communiceren mensen of organisaties met elkaar? Wie is de zender, wie is de ontvanger en wat is de boodschap?
- Hoe brengen mensen een boodschap over? Wat voor taal gebruiken ze hiervoor (geschreven taal, gesproken taal, beeldtaal, lichaamstaal, gebarentaal)?
- Hoe wordt een boodschap begrepen, geïnterpreteerd, onthouden, en mogelijk ingezet bij opinies, keuzes of gedrag? Denk bijvoorbeeld aan een Tweet, voorlichtingsbrochure, krantenartikel, gewelddadige film of reclame-uiting. Wat maken ze los bij de ontvanger?
- Wie zijn de belangrijkste zenders? Hoe worden opvattingen van bepaalde maatschappelijke groeperingen overgebracht aan de rest van de samenleving en vice versa?
- Wat voor effecten hebben boodschappen op de gedachten, gevoelens en het gedrag van anderen?

Communicatiewetenschappers maken gebruik van theorieën over onder andere menselijke psychologie, communicatie, gezondheidswetenschappen en gedragsverandering om zulke vragen te begrijpen. Ze zetten wetenschappelijke methoden als surveys, experimenten en inhoudsanalyses in om de antwoorden te vinden. 

## In de praktijk
Kennis uit de communicatiewetenschap kan worden ingezet voor zowel de wetenschap als voor de maatschappij. Ook draagt communicatiegerelateerde kennis bij aan maatschappelijke debatten over bijvoorbeeld het functioneren van de media.
Afgestudeerde communicatiewetenschappers vinden werk in uiteenlopende functies. Bijvoorbeeld als communicatiemedewerker, woordvoerder of marketeer bij een commercieel bedrijf, culturele instelling of overheidsdienst, als journalist bij een krant of producent of redacteur bij de televisie, of als strateeg of onderzoeker bij een mediabureau.

## Opleidingen
Communicatiewetenschap is een sociaalwetenschappelijke opleiding. Dit betekent dat de impact van communicatieprocessen en media op individuen, groepen en de samenleving centraal staat. Tijdens de studie wordt expliciet aandacht besteed aan maatschappelijke en professionele vraagstukken en het bestuderen van verschillende media en media-technologieën, zoals kranten, radio, televisie en internet evenals de invloed hiervan op het dagelijks leven, maar ook social media en games. Binnen het onderwijsprogramma is doorgaans veel aandacht voor het ontwikkelen van kwantitatieve en kwalitatieve onderzoeksvaardigheden. Na afronding van de opleiding zijn studenten vertrouwd met het zelfstandig bedenken, opzetten, uitvoeren en rapporteren van een communicatiewetenschappelijk empirisch onderzoek. 
Er zijn verschillende Nederlandse universiteiten die een opleiding in de communicatiewetenschap aanbieden: de Universiteit van Amsterdam, Vrije Universiteit Amsterdam,  de Radboud Universiteit Nijmegen, de Universiteit Twente en de Wageningen University. In België is het mogelijk om communicatiewetenschappen te studeren aan de Universiteit Gent, de Universiteit Antwerpen, de Katholieke Universiteit Leuven en de Vrije Universiteit Brussel. 
De verwante opleiding Communicatie- en Informatiewetenschappen (CIW) richt zich meer op de verbinding van taal en communicatie, tekstanalyse, interculturele communicatie of de communicatie binnen organisaties. Hierbij wordt kennis gecombineerd uit verschillende vakgebieden, zoals communicatiewetenschap, cognitiewetenschap, taalwetenschap, psychologie en mediastudies. Deze studie wordt gegeven aan de Universiteit Utrecht, Radboud Universiteit Nijmegen en Tilburg University. 
Ook aan universiteiten in België wordt deze studie gegeven, zoals trouwens op meerdere plaatsen buiten Nederland. 